# Неждет Моллов
Неждет Исмаил Моллов е български политик от ДПС, бивш министър без портфейл (2001 – 2003) и кмет на община Омуртаг (1991 – 1995).

## Биография
Неджет Моллов е роден на 19 април 1949 г. в Камбурово.  Завършва ВМЕИ София през 1973 г. Впоследствие отбива военната си служба. Между 1975 и 1976 г. работи като технолог в Завод за хладилна техника в Търговище. От 1976 до 1981 г. работи като началник „Производствен отдел“ Завод за метални конструкции в Омуртаг. След това работи като началник „Професионален учебен център във фабрика „Трико““ в Омуртаг, заместник-директор „Търговска част“ на завод „Трико“, кмет на община Омуртаг. 
В периода 1991 – 1995 е кмет на община Омуртаг, а от 1996 до 2000 е заместник кмет и член на Управителния съвет на Националното сдружение на общинитев Република България и председател на комисия „Социални дейности“. От 1992 до 1995 г. е член на българската делегация в Конгреса на местни и регионални власти в Страсбург. 
От 2001 до 2003 е министър без портфейл.  След това работи като съветник на министър-председателя по въпросите на малцинствата, бедствията и авариите. През октомври 2003 г. е изключен от ДПС за срок от три месеца поради „опит за нарушаване единството на партията и за създаване на разкол между членовете ѝ“.  След това работи като политически съветник на наследничката си на поста министър без портфейл Филиз Хюсменова. 